# La Romieu
La Romieu ist eine französische Gemeinde mit 547 Einwohnern (Stand 1. Januar 2022) im Département Gers in der Region Okzitanien. Sie gehört zum Kanton Lectoure-Lomagne. Der Ort liegt an der Via Podiensis, einem der französischen Abschnitte des Jakobsweges nach Santiago de Compostela. Der Name Romieu bezeichnet auf Gascognisch einen Pilger nach Rom. Die Stiftskirche des Ortes, Saint-Pierre ist Teil des Weltkulturerbes der UNESCO.
La Romieu ist Mitglied der Vereinigung der schönsten Dörfer Frankreichs.

## Lage
La Romieu liegt im Nordwesten der ehemaligen Vizegrafschaft (vicomté) Lomagne, etwa 15 Kilometer nordwestlich von Lectoure und elf Kilometer nordöstlich von Condom.

## Bevölkerungsentwicklung
| Jahr      | 1962 | 1968 | 1975 | 1982 | 1990 | 1999 | 2007 | 2020 |
| Einwohner | 688  | 644  | 535  | 547  | 528  | 532  | 539  | 562  |

## Wirtschaft
Der kleine Ort lebt im Wesentlichen von der Landwirtschaft. In den letzten Jahrzehnten sind auch Einnahmen aus dem Tourismussektor hinzugekommen.

## Geschichte
In einer Urkunde aus dem Jahr 1088 überschrieb der Vicomte de Lomagne ein Gebiet im Wald von Firmacon an die Benediktiner-Abtei Saint-Victor in Marseille, nachdem sich dort ein Pilger angesiedelt hatte. Oft wird zwar geschlossen, es müsse sich um einen Jakobspilger gehandelt haben, aber die Urkunde sagt darüber nichts aus. Schon zu dieser Zeit scheint sich rund um die Einsiedelei ein Ort angesiedelt zu haben. Um 1090 wurde mit dem Bau einer Prioratskirche begonnen. Im Jahr 1317 erwarb der Kurienkardinal Arnauld d’Aux, der aus dieser Gegend stammte, das benediktinische Priorat, um es in ein weltliches Kollegiatstift umzuwandeln; in ihm sollten 14 Stiftsherren residieren.
Während der Hugenottenkriege wurde das Stift von Protestanten angegriffen und beschädigt. Zur Zeit der Französischen Revolution wurde es aufgelöst. Die Archive und der Lettner verbrannten, die Bewohner des Ortes übernahmen die Kirche als Pfarrkirche.

## Jakobsweg (Via Podiensis)
Es gibt im Ort Pilgerherbergen (französisch gîtes d’étape), Hotels und Privatzimmer (französisch chambres d’hôtes), sowie einen Campingplatz. Eine Touristeninformation ist ebenfalls zu finden.
Der Weg führt weiter durch die Hügellandschaft der Gascogne, durch landwirtschaftlich genutztes Gebiet über Castelnau-sur-l’Auvignon nach Condom. Als Straßenverbindung führt die Strecke D41–D931 nach Condom.

## Sehenswürdigkeiten
- Bis zum Jahr 1320, d. h. in nur drei Jahren, wurde die Stiftskirche Saint-Pierre errichtet, und die Arbeiten an einem Kreuzgang begannen. Der ein Jahr später verstorbene Kardinal, der für eine reiche Ausstattung mit Schätzen und Reliquien gesorgt hatte, wurde in seinem Stift beerdigt. Der einschiffige gotische Kirchenraum hat recht ungewöhnliche Maße: Bei einer Breite von nur 9 Metern ist er 36 Meter lang und die spitzbogigen Gewölbe erreichen eine Höhe von 15 Metern. Die hohen Fenster auf der Südseite und im polygonalen Chor zeigen reiche Glasmalereien. Ursprünglich war die Kirche vollständig ausgemalt, bei einer Restauration im 19. Jahrhundert wurden diese Malereien jedoch entfernt. Auf der Nordseite schließt sich ein großer Kreuzgang mit acht Arkadenbögen auf jeder Seite an. Die Stiftsherren konnten von dort aus die Kirche durch ein reich geschmücktes Portal direkt betreten. Westlich davon ist der Kreuzgang mit dem 33 Meter hohen viereckigen Glockenturm überbaut.
- Noch höher ist der sogenannte „Kardinalsturm“ nordöstlich des Chores. Der achteckige Turm besteht aus drei übereinander angeordneten Sälen. Der unterste diente als Sakristei, zur Entstehungszeit möglicherweise auch als persönliches Büro für den Kardinal Arnaud. Die zwei darüber befindlichen Stockwerke beherbergten den Kapitelsaal und das Archiv. Zuoberst folgt noch eine Aussichtsebene mit großen offenen Fenstern nach sieben der acht Seiten. Die Verbindung wird durch eine außen angebaute Wendeltreppe hergestellt. Insbesondere im unteren Geschoss finden sich noch die reichen Wandmalereien aus dem 14. Jahrhundert. Sie zeigen Wappen, Darstellungen der zwölf Apostel, Propheten, Christus, Maria und verschiedene Märtyrer. Das Gewölbe ist Engelfiguren ausgemalt. Der Stil der Malereien zeigt romanische und italienische Einflüsse.
- Das alte Hôpital St-Jacques ist später zu einem Klarissenkonvent umgestaltet worden; heute befindet es sich in Privatbesitz.

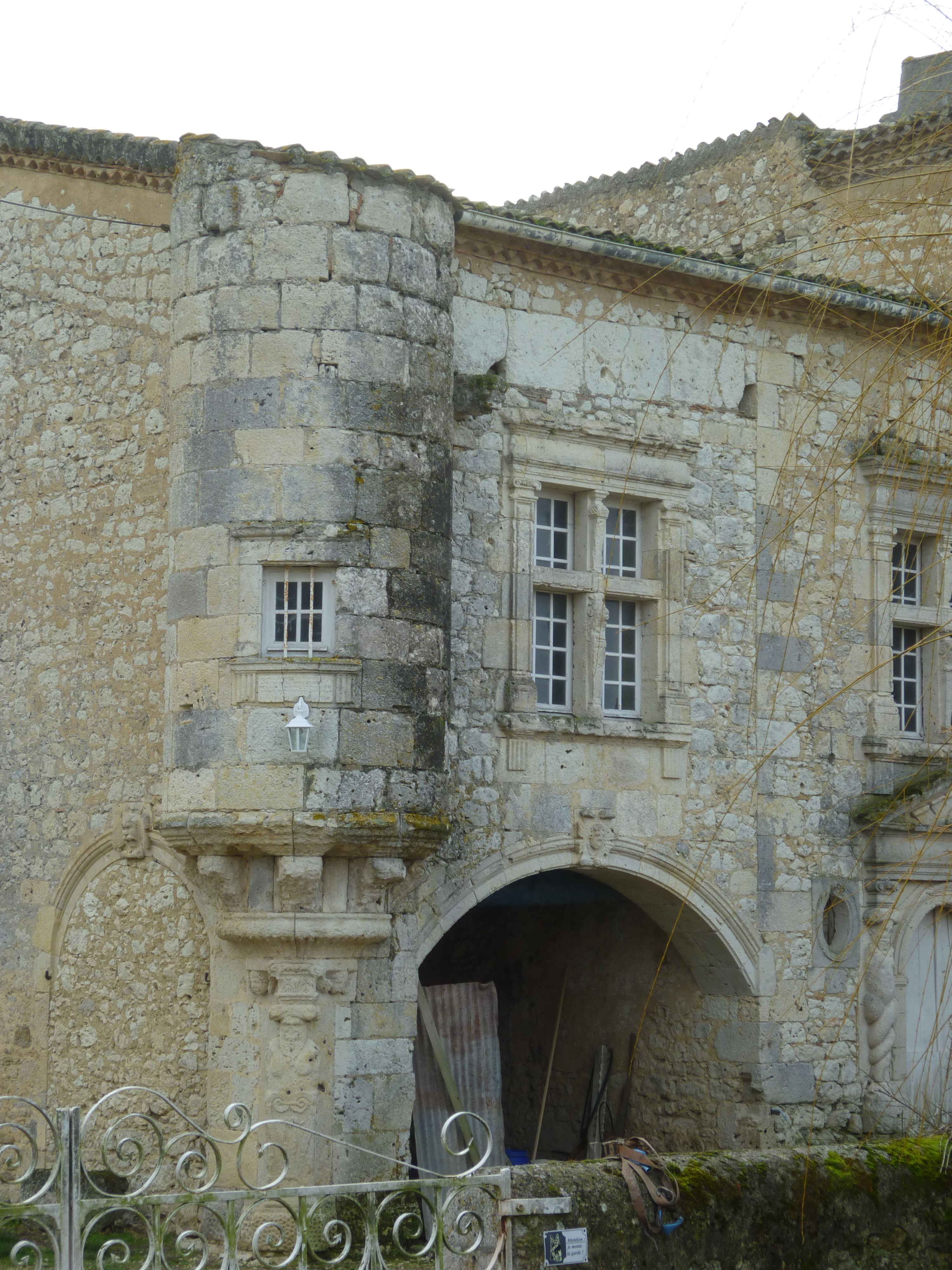
Château de Madirac

- Die Jardins de Coursiana, gegenüber dem Stift gelegen, sind eine Gartenanlage. Das Arboretum enthält ca. 700 seltene Bäume und Sträucher; in einem Garten werden medizinische Pflanzen gezeigt.
- Eine Quelle mit einem Waschhaus liegt etwas außerhalb des Ortes.
- Ebenfalls etwas außerhalb des Ortes liegt das Château de Madirac mit erhaltenen Teilen (Torbogen und Eckturm) aus dem 16. Jahrhundert. Es befindet sich in einem erbärmlichen Zustand.
- In der Umgebung befinden sich mehrere Grotten und Höhlen.

## Persönlichkeiten
- Arnaud d’Aux (zwischen 1260 und 1270–1320), Kardinal
- Adrien-Jean Larribeau (1883–1974), Apostolischer Vikar von Seoul und Daejeon, Bischof von Daejeon
- Georges Sérès sr. (1887–1951), Radrennfahrer

## Städtepartnerschaft
- El Masroig – Spanien, Provinz Tarragona